# Baker's Holiday
| Recensione | Giudizio |
| ---------- | -------- |
| AllMusic   |          |

Baker's Holiday è un album del trombettista e cantante jazz statunitense Chet Baker, pubblicato dall'etichetta discografica Limelight Records nell'agosto del 1965.

## Tracce

### LP
Lato A
1. Trav'lin' Light – 3:07 (testo: Johnny Mercer – musica: Trummy Young, Jimmy Mundy)
2. Easy Living – 3:34 (testo: Leo Robin – musica: Ralph Rainger)
3. That Ole Devil Called Love – 3:12 (Allan Roberts, Doris Fisher)
4. You're My Thrill – 2:56 (testo: Sidney Clare – musica: Jay Gorney)
5. Crazy She Calls Me – 3:12 (testo: Bob Russell – musica: Carl Sigman)

Lato B
1. When Your Lover Has Gone – 3:50 (Einar Aaron Swan)
2. Mean to Me – 3:30 (testo: Roy Turk – musica: Fred E. Ahlert)
3. These Foolish Things (Remind Me of You) – 3:25 (testo: Holt Marvell (Eric Maschwitz) – musica: Jack Strachey)
4. There Is No Greater Love – 2:30 (testo: Marty Symes – musica: Isham Jones)
5. Don't Explain – 3:30 (testo: Arthur Herzog Jr. – musica: Billie Holiday)

## Musicisti
- Chet Baker – flicorno
- Chet Baker – voce (brani: Trav'lin' Light, Easy Living, When Your Lover Has Gone e There Is No Greater Love)
- Alan Ross – strumento a fiato
- Henry Freeman – strumento a fiato
- Seldon Powell – strumento a fiato
- Leon Cohen – strumento a fiato
- Wilford Holcombe – strumento a fiato
- Everett Barksdale – chitarra
- Hank Jones – pianoforte
- Richard Davis – contrabbasso
- Connie Kay – batteria

Note aggiuntive
- Luchi DeJesus – produttore
- Jimmy Mundy – arrangiamenti
- Charles Stewart e Herb Snitzer – foto copertina album originale
- Kerig Pope – illustrazione copertina frontale album originale
- Ira Gitler – note (interne) copertina album originale[3]